# Зондербунд
Зондербунд (нем. Sonderbund — особый союз) — объединение 7 католических кантонов Швейцарии, возникшее осенью 1843 года. Причиной возникновения союза стало недовольство клерикалов проводимыми в Швейцарии (особенно активно в кантоне Аргау) либеральными реформами, которые включали мероприятия, направленные на подчинение церкви государству, введение свободы преподавания, конфискацию монастырского имущества для благотворительных целей (с назначением монахам и монахиням пожизненных пенсий). Появлению Зондербунда предшествовало несколько вооружённых восстаний, произведённых в кантонах с либеральным управлением клерикалами, в других — либералами. В местах, где одерживали победу клерикалы, начиналась жестокая расправа над политическими противниками. В конце концов клерикальные кантоны образовали Зондербунд (изначально в него вошли 6 кантонов — Люцерн, Фрибур, Цуг, Швиц, Ури и Унтервальден, к которым в 1845 году примкнул Вале).

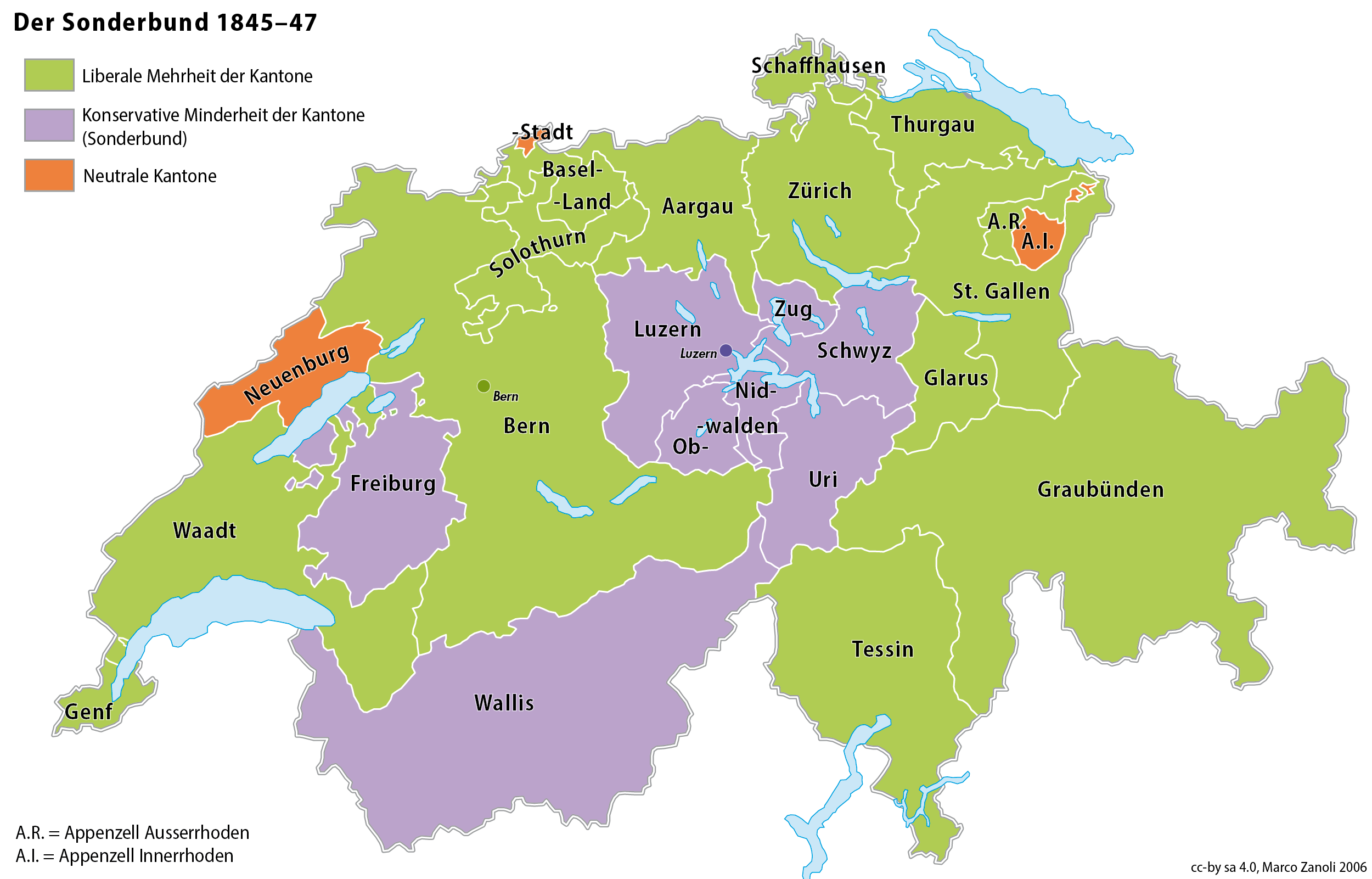
Швейцария (1847). Территория Зондербунда показана фиолетовым.

Почти два года союз не встречал решительного отпора со стороны остальной Швейцарии, где тоже господствовала ожесточённая борьба партий. Только 20 июля 1847 года прогрессисты добились от сейма постановления, для принятия которого раньше не хватало законного числа голосов и которым существование Зондербунда было признано несовместимым с конституцией; было объявлено о роспуске Зондербунда. 20 сентября было издано постановление об изгнании иезуитов из Швейцарии. Прокламация союза к населению мятежных кантонов и посылка комиссаров остались безрезультатными. Мирные воззвания папы Пия IX, не желавшего признать изгнание иезуитов и тем устранить главную причину конфликта, тоже не имели успеха. Так началась война между Зондербундом и Швейцарской конфедерацией, в которой Австрия, Пруссия и Франция тайно снабжали Зондербунд деньгами и оружием, а потом договорились об активном вмешательстве в швейцарские дела (этот план не был реализован, так как Зондербунд был разгромлен слишком быстро; курьер, посланный Гизо в Зондербунд, не застал в Швейцарии ни одного из его вождей).
Против союзной армии, доходившей до 100 000 человек с 260 орудиями, которой командовал генерал Гийом-Анри Дюфур, Зондербунд сформировал действующую армию в 36000 человек, поддержанную ландштурмом в 47000 человек.
Военные действия были открыты 3 ноября 1847 года войсками клерикальных кантонов; Дюфур подступил к Фрибуру, который сдался после неудачного сражения. Взятые в плен войска были отпущены на свободу. Иезуиты бежали, в городе было сформировано новое правительство. Затем правительственные войска двинулись на Люцерн. На его границе, близ Гизликона, Гонау и Мейерскаппеля, произошла решающая битва, окончившаяся поражением Люцерна и крушением Зондербунда. Военный совет союза, находившийся в Люцерне, члены ордена иезуитов и власти кантона бежали. Вслед за Люцерном покорились и другие католические кантоны. Война закончилась 29 ноября; потери составили всего несколько сотен человек. Результатом войны стало изгнание иезуитов и принятие в 1848 году новой конституции, которая уменьшала степень независимости кантонов и превращала Швейцарию в федерацию. Поражение Зондербунда ознаменовало окончательную победу капитализма в Швейцарии.